# Agrias nevadensis
Agrias nevadensis är en fjärilsart som beskrevs av Schultze 1927. Agrias nevadensis ingår i släktet Agrias och familjen praktfjärilar. Inga underarter finns listade i Catalogue of Life.